# Fra Mauro (Mondkrater)
Fra Mauro ist ein Impaktkrater auf dem Mond mit einem Durchmesser von 95 km. Er liegt im Zentrum der Fra-Mauro-Formation, nordöstlich des Mare Cognitum und südöstlich des Mare Insularum. Den südlichen Rand teilt sich der Fra-Mauro-Krater mit den jüngeren Mondkratern Bonpland und Parry, wodurch die südliche Kraterwand in den Fra-Mauro-Krater hinein gewölbt ist.
Der noch verbliebene Kraterrand wurde durch spätere Meteoriteneinschläge stark zerklüftet, mit größeren Öffnungen nach Norden und Osten. Die höchste Erhebung des Kraterwalls beträgt 700 m. Da der Krater insgesamt stark eingerumpft ist, wird er auch als „Fra-Mauro-Hochland“ bezeichnet.
Der Kraterboden ist von basaltischer Lava bedeckt. Die Oberfläche des Bodens ist von nord-süd-verlaufenden Klüften durchzogen. Der Krater weist keinen Zentralhügel auf.
| Buchstabe | Position          | Durchmesser | Link |
| --------- | ----------------- | ----------- | ---- |
| A         | 5,51° S, 21,02° W | 9 km        |      |
| B         | 4,05° S, 21,75° W | 7 km        |      |
| C         | 5,47° S, 21,74° W | 6 km        |      |
| D         | 4,84° S, 17,66° W | 4 km        |      |
| E         | 6,02° S, 16,87° W | 3 km        |      |
| F         | 6,75° S, 17,01° W | 3 km        |      |
| G         | 2,23° S, 16,38° W | 6 km        |      |
| H         | 4,17° S, 15,62° W | 6 km        |      |
| J         | 2,63° S, 18,69° W | 3 km        |      |
| K         | 2,55° S, 16,84° W | 6 km        |      |
| N         | 5,37° S, 17,5° W  | 3 km        |      |
| P         | 5,47° S, 16,59° W | 3 km        |      |
| R         | 2,28° S, 15,64° W | 4 km        |      |
| T         | 2,07° S, 19,46° W | 3 km        |      |
| W         | 1,34° S, 16,87° W | 4 km        |      |
| X         | 4,47° S, 17,34° W | 20 km       |      |
| Y         | 4,13° S, 16,79° W | 3 km        |      |
| Z         | 3,8° S, 14,7° W   | 5 km        |      |

## Apollomissionen

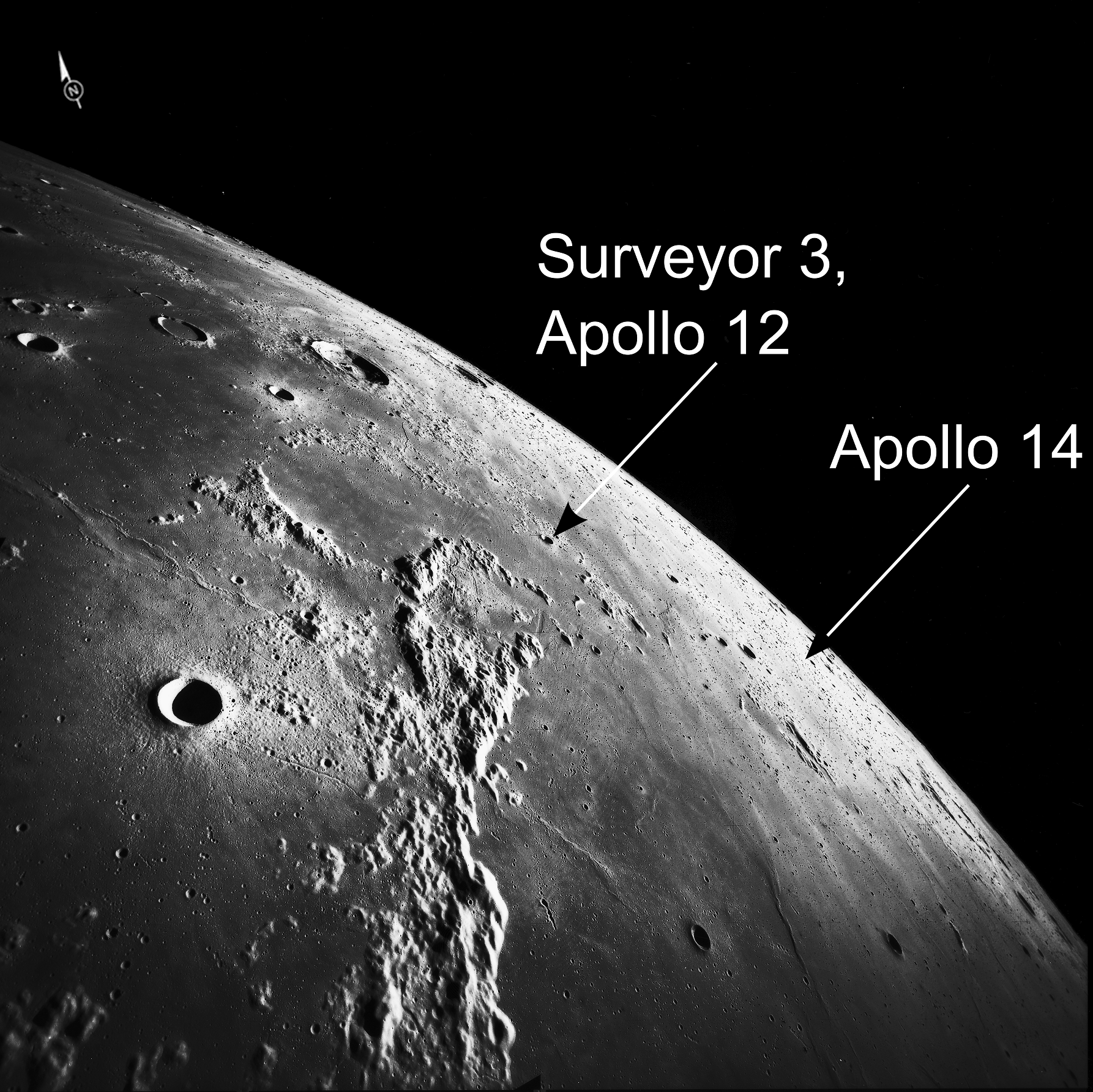
Fra Mauro, Landeplatz von Apollo 14

Fra Mauro war ursprünglich als Landeplatz für die Apollo-Mondlandefähre der gescheiterten Apollo-13-Mission im Rahmen des Apollo-Programms vorgesehen. Das Landegebiet im nördlichen Teil von Fra Mauro wurde dann Apollo 14 zugewiesen. Während der Mission wurden dort Breccien eingesammelt, die durch den Imbrium-Impakt auf Teilen des Fra-Mauro-Kraters abgelagert wurden. Diese zum Teil aus groben Trümmern bestehenden Decken werden auch als „Fra-Mauro-Formation“ bezeichnet.
Dort befindet sich auch der zweite der drei Lunar Laser Ranging-Reflektoren, der im Rahmen des Apollo-Programms von den Astronauten dort aufgestellt wurde. Mit diesem ist bis heute eine bis auf wenige Zentimeter genaue Messung der Entfernung des Mondes von der Erde möglich. Für die Herstellung der Prismen wurde ein hochtemperaturfestes Quarzglas mit einem besonders niedrigen Brechungsindex verwendet. Die Entwicklung des Glases und die Herstellung der Prismen wurde von der Firma Heraeus in Hanau unter anderem von den Ingenieuren Heinrich Mohn und Peter Hitzschke durchgeführt.

## Herkunft des Namens
Der Fra-Mauro-Krater wurde nach dem venezianischen Mönch und Kartografen Fra Mauro benannt.